# Djibrail Kassab
Djibrail Kassab (ur. 4 sierpnia 1938 w Tall Kajf) – iracki duchowny chaldejski. W latach 2006–2015 był ordynariuszem eparchii św. Tomasza Apostoła w Sydney, wcześniej w latach 1996–2006 był archieparchą (arcybiskupem) Basry.

## Życiorys
Święcenia kapłańskie przyjął 19 stycznia 1961 w archidiecezji Bagdadu. Po święceniach został wykładowcą filozofii w bagdadzkim seminarium, a następnie objął funkcję ekonoma oraz rektora uczelni. W latach 1966–1995 był proboszczem chaldejskiej parafii Najśw. Serca Pana Jezusa w Bagdadzie.
24 października 1995 został mianowany archieparchą Basry, sakry udzielił mu 5 maja 1996 Rafael I BiDawid, ówczesny chaldejski patriarcha Babilonu, zwierzchnik Kościoła chaldejskiego. 21 października 2006 został przeniesiony na urząd eparchy Sydney, będącego zarazem zwierzchnikiem Kościoła chaldejskiego w całej Australii i Oceanii. Jednocześnie zachował tytuł archieparchy (arcybiskupa) na zasadzie ad personam.